# St. Martin (Baindlkirch)

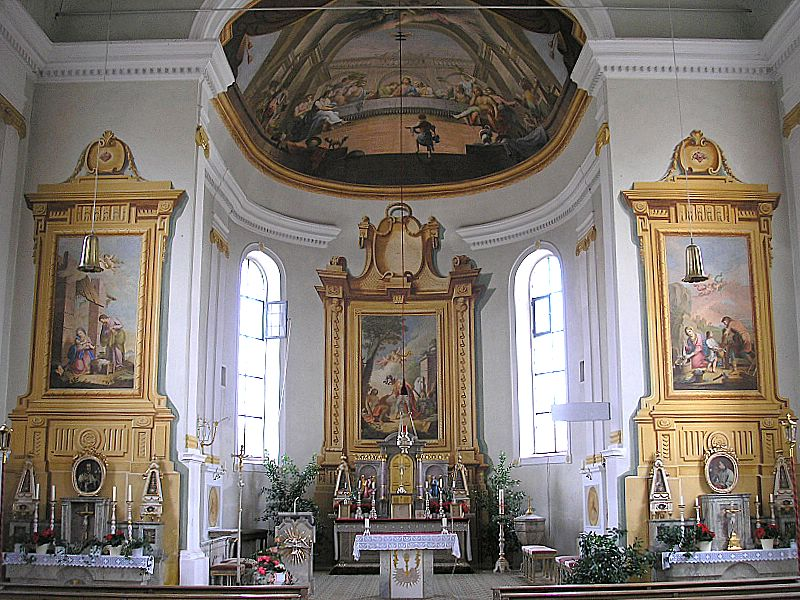
Chor und Seitenaltäre

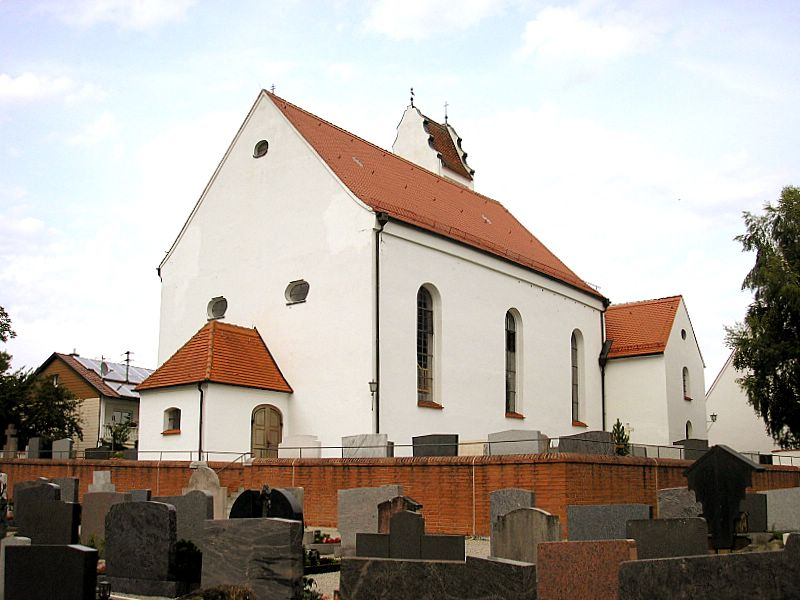
Gesamtansicht aus dem Friedhof

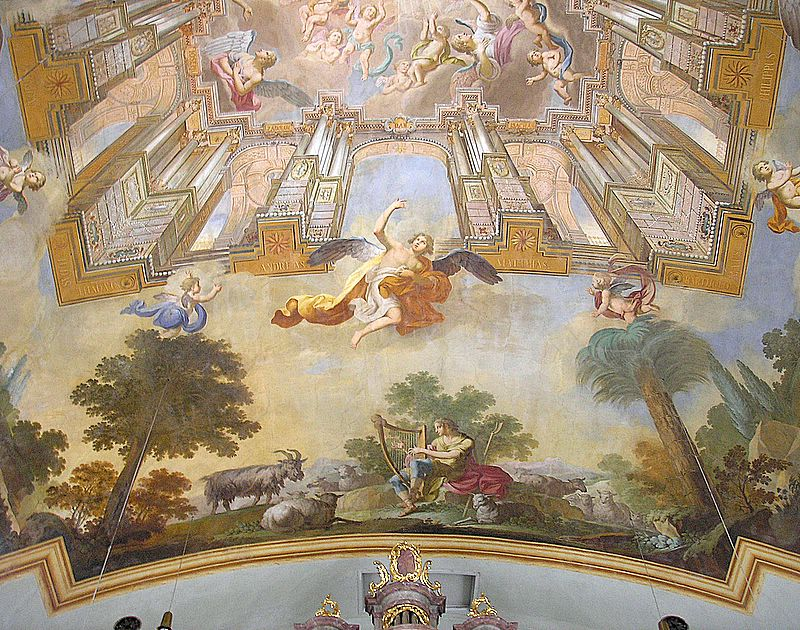
Westteil des Hauptfreskos

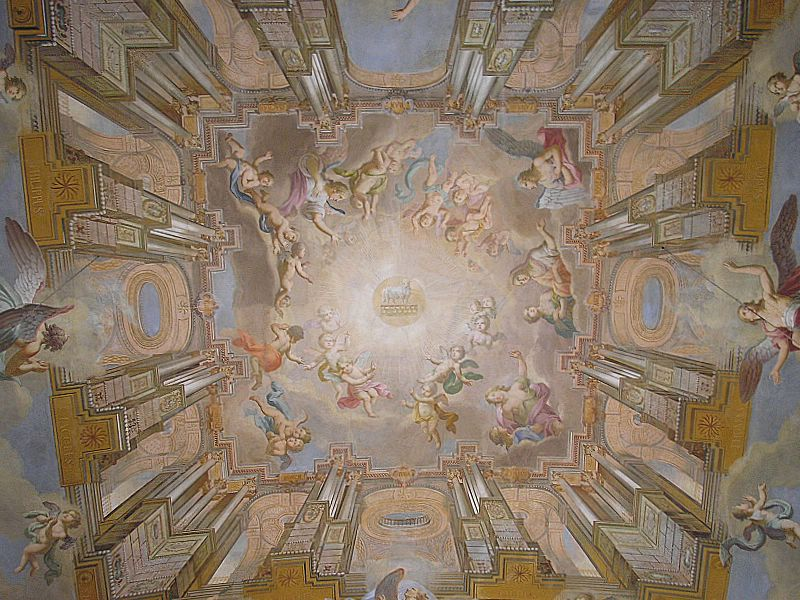
Die aufwändige Scheinarchitektur des Mittelteiles

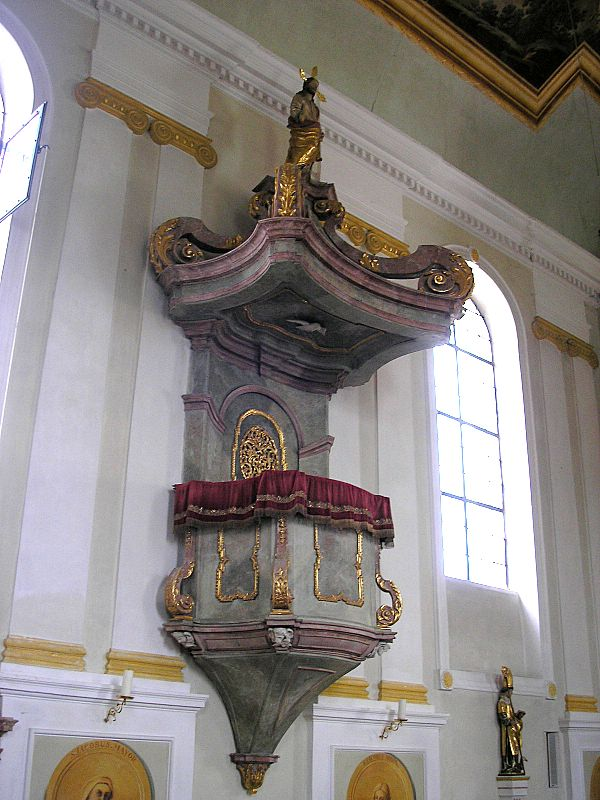
Kanzel

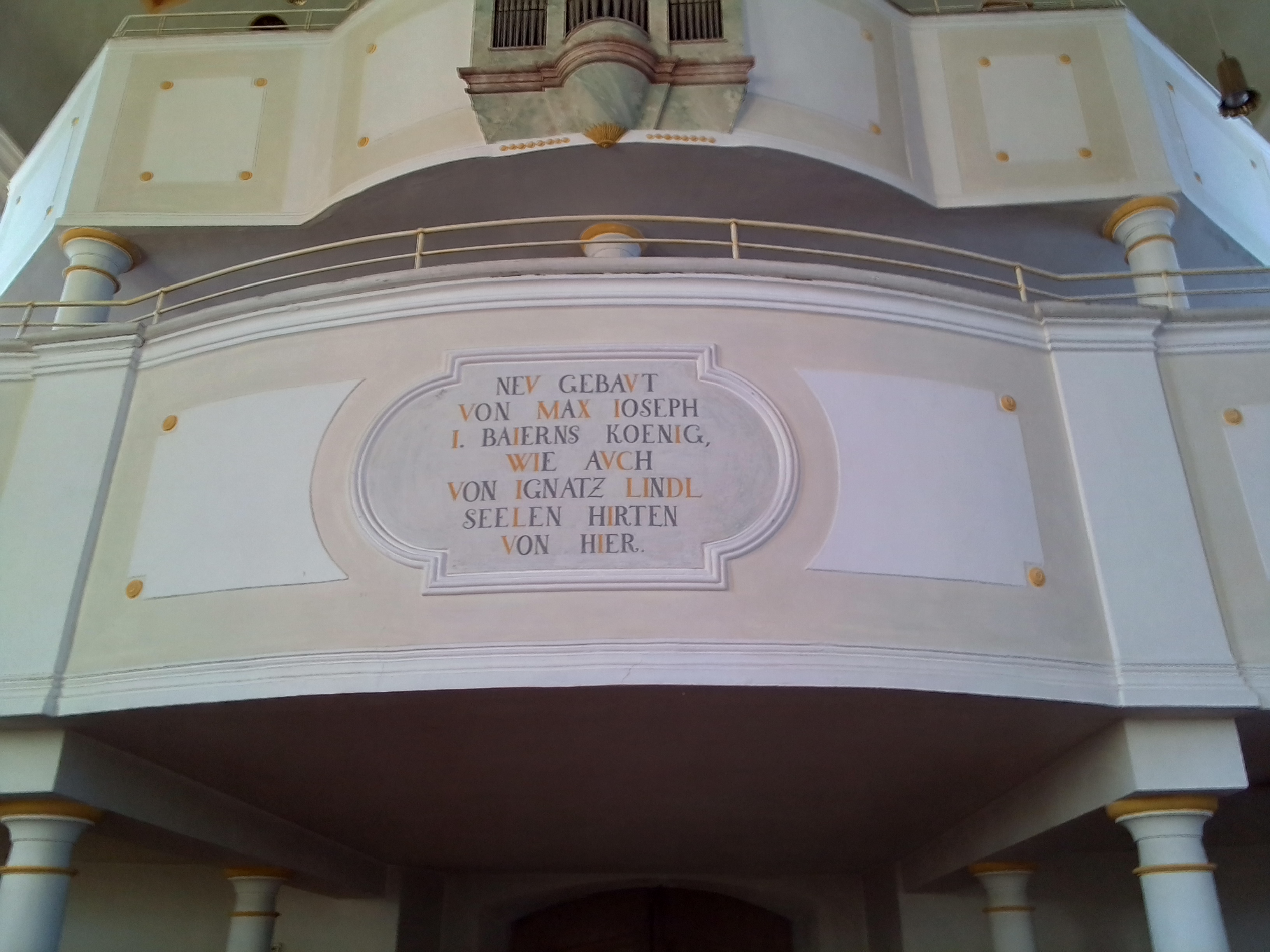

Die römisch-katholische Pfarrkirche St. Martin ist ein frühklassizistischer Saalbau im Rieder Ortsteil Baindlkirch im Landkreis Aichach-Friedberg in Schwaben. Sie gehört zum Bistum Augsburg. Die Ausmalung des Gotteshauses gilt als „eine der letzten bedeutenden Leistungen der Augsburger Freskomalerei in der Tradition des 18. Jahrhunderts“ (Dehio).

## Geschichte
Der Turm der Kirche geht im Kern wohl noch auf das 16. Jahrhundert zurück. Das Langhaus und der Chor wurden 1808/09 neu errichtet. Anschließend begann der Augsburger Akademiedirektor Johann Joseph Anton Huber mit der Ausmalung, die im Jahre 1810 vollendet war. Das Chorfresko trägt die Signatur: J. Huber, Acad. Direc. Augusta inv. et pinxit 1810. "Es bleibt jedenfalls ein Verdienst Ign. Lindl´s, welcher als Pfarrer den Bau und die Ausschmückung veranlaßte und leitete, seiner Heimat ein Gotteshaus von solcher Schönhei und Würde hinterlassen zu haben" schreibt der spätere Erzbischof von Freising Anton Steichele in seinem Werk Das Bisthum Augsburg 1864.
Die Kirche wurde ab 1978 umfassend saniert.

## Beschreibung
Die Pfarrkirche liegt auf einer Anhöhe im Ortskern und wird vom Gemeindefriedhof umgeben. Der Außenbau ist sehr schlicht gehalten. Einige schlanke Rundbogenfenster belichten das Innere. Der Westfassade ist ein niedriges Vorzeichen (Vorbau) vorgelagert, das Einlass in das Gotteshaus gewährt.
Im nördlichen Chorwinkel erhebt sich der Turm mit seinem Satteldachabschluss und geschwungenen Giebeln. Im südlichen Chorwinkel liegt die zweigeschossige Sakristei.

## Ausstattung
Der Innenraum wirkt durch seine qualitätvolle Ausmalung sehr nobel und repräsentativ. Die Wände werden durch pilasterartige doppelte Wandvorlagen mit ionischen Kapitellen gegliedert. Die Gewölbe in Chor und Langhaus tragen große Deckenfresken. Auch die Altäre sind nur an die Wände gemalt, werden aber durch gemalte Schattierungen geschickt räumlich hervorgehoben.
Das Hauptfresko (Langhaus) zeigt das himmlische Jerusalem mit der Anbetung des Lammes. Im Mittelteil öffnet eine aufwendige Säulenarchitektur den Raum scheinbar in den Himmel. Schwebende Putten bilden einen Reigen um das Lamm Gottes. Im Osten und Westen schließen romantische Landschaften das Bild ab, die schon deutlich auf das 19. Jahrhundert verweisen, während der Mittelteil noch weitgehend in der Tradition des 18. Jahrhunderts steht.
Im Chor erkennt man das heilige Abendmahl. Auch diese Szene spielt sich in einer aufwendigen Scheinarchitektur ab.
Darunter wird der gemalte Hochaltar von zwei Rundbogenfenstern flankiert. Das Altarblatt zeigt den hl. Martin bei der Mantelspende. Die rahmende Altararchitektur ist in frühklassizistischen Formen gehalten.
Die beiden Seitenaltäre zeigen die Geburt Christi (links) und die Heilige Familie. Die Aufbauten orientieren sich an der Gestaltung des Hochaltares.
Die hölzerne Kanzel wurde in Formen des 18. Jahrhunderts geschaffen, fügt sich aber durch ihre zurückhaltende Gestaltung nahtlos ins Raumbild. Sie besitzt einen Kanzelkorb mit Voluten und verzierten Feldern ohne Darstellungen. Auf dem Schalldeckel thront der segnende Christus als Salvator mundi, an der Unterseite ist eine Heiliggeisttaube zu sehen.
Unter den Wandpilastern sind Apostelmedaillons angebracht, die wohl auch aus der Hand Hubers stammen.
Östlich neben der Kanzel steht ein spätgotischer St. Martin auf einer Wandkonsole. Der Heilige ist als Bischof mit Stab und Buch dargestellt. Zu seinen Füßen sitzt die Martinsgans.
Nach Westen wird der Raum durch eine einfache, doppelgeschossige Empore auf Rundstützen abgeschlossen. Der zweiteilige Orgelprospekt in Rokokoformen ist auf der oberen Etage aufgestellt.